# شارع المرصد (باريس)
شارع المرصد أو محج المرصد (بالفرنسية: Avenue de l'Observatoire)‏ هو شارع يقع في مدينة باريس. سُمي هكذا نسبة إلى مرصد باريس حيث يؤدي هذا الشارع إليه.
1. ↑  مذكور في: opendata.paris.fr. لغة العمل أو لغة الاسم: الفرنسية.
2. 1 2  وصلة مرجع: http://www.v2asp.paris.fr/commun/v2asp/v2/nomenclature_voies/Voieactu/6805.nom.htm.